# PinkPantheress
Vicky Beverly Walker (sinh ngày 18 tháng 4 năm 2001) hay còn được biết đến với nghệ danh PinkPantheress, là một ca sĩ kiêm nhà sản xuất nhạc người Anh. Các ca khúc của PinkPantheress thường có thời lượng ngắn và chứa các mẫu nhạc từ thập niên 1990 và 2000. Âm nhạc của cô chủ yếu mang âm hưởng từ các thể loại bedroom pop, trống và bass, alt-pop và 2-step gara. Cô từng được đề cử cho 3 giải Brit và được Billboard Women in Music công nhận là Nhà sản xuất của năm vào 2024.
Sinh ra tại Bath, Somerset và lớn lên ở hạt Kent, PinkPantheress bắt đầu sự nghiệp âm nhạc của mình vào năm 2021, khi cô còn đang theo học ở một ngôi trường đại học tại thành phố Luân Đôn. Tại đây, cô đã sáng tác một số bài nhạc sử dụng công cụ GarageBand và đăng tải chúng lên các nền tảng TikTok và SoundCloud; nhiều ca khúc sau này đã trở nên nổi tiếng trên TikTok, trong đó có cả "Break It Off". Kế đó, cô đã ký hợp đồng với hai hãng đĩa Parlophone và Elektra rồi phát hành mixtape đầu tay của mình, To Hell with It vào cuối năm 2021. Hai đĩa đơn nằm trong mixtape: "Pain" và "Just for Me" từng lọt vào top 40 của bảng xếp hạng UK Singles Chart. Cô được nhiều người biết đến hơn sau khi đĩa đơn "Boy's a Liar" (2022) được phát hành. Ca khúc này từng giành được ngôi vị á quân trên các bảng xếp hạng âm nhạc ở Liên hiệp Anh và Úc. Ngoài ra, bản remix của ca khúc kết hợp với nữ rapper Ice Spice đã trở thành bài hát đầu tiên của cô lọt vào bảng xếp hạng Billboard Hot 100, khi đứng ở hạng thứ năm. Trong năm 2022, cô cũng chiến thắng cuộc bình chọn Sound of 2022 do đài BBC tổ chức. Vào năm 2023, PinkPantheress ra mắt album phòng thu đầu tay của mình, Heaven Knows; album được quảng bá bởi chuyến lưu diễn Capable of Love năm kế đó. Năm tiếp theo, vào ngày 9 tháng 5 năm 2025, cô cho lên kệ mixtape thứ hai của mình, Fancy That.

## Đầu đời
Victoria Beverly Walker chào đời vào ngày 19 tháng 4 năm 2001 tại thành phố Bath, Somerset. Mẹ cô là một nhân viên chăm sóc có gốc gác từ thành phố cảng Kisumu, Kenya. Cha cô là một giáo sư dạy môn thống kê có xuất thân ở Anh. Cô cũng có một người anh trai hiện đang làm nghề kỹ sư âm thanh. Ngoài ra, cô còn là họ hàng với kỳ thủ cờ vua Susan Lilac và từng chia sẻ rằng "gia đình [cô] ai cũng chơi cờ vua cả." Khi Walker lên năm, cả nhà cô quyết định chuyển sang Canterbury, Kent để sinh sống. Thời điểm cô mười hai tuổi, cha cô chuyển sang sống ở Hoa Kỳ để làm việc tại một ngôi trường đại học ở Austin, Texas; trong khi đó, cô và mẹ vẫn ở lại Anh.
Khi còn là một đứa trẻ, Walker đã được gia đình cho đi học tại các lớp đánh đàn piano. Ở tuổi mười hai, cô đã trình diễn "Stand by Me" - một ca khúc do Ben E. King sáng tác - tại một chương trình tài năng do nhà trường tổ chức. Năm Walker mười bốn tuổi, cô trở thành nhóm trưởng một ban nhạc rock và đã cover vô số các bản nhạc của My Chemical Romance, Paramore và Green Day; lần biểu diễn đầu tiên của cô với nhóm là tại một ngày hội ở trường.
Walker cũng từng theo học ngành điện ảnh tại Đại học Mỹ thuật Luân Đôn nhưng sau đó bỏ học vào năm 2022.

## Sự nghiệp

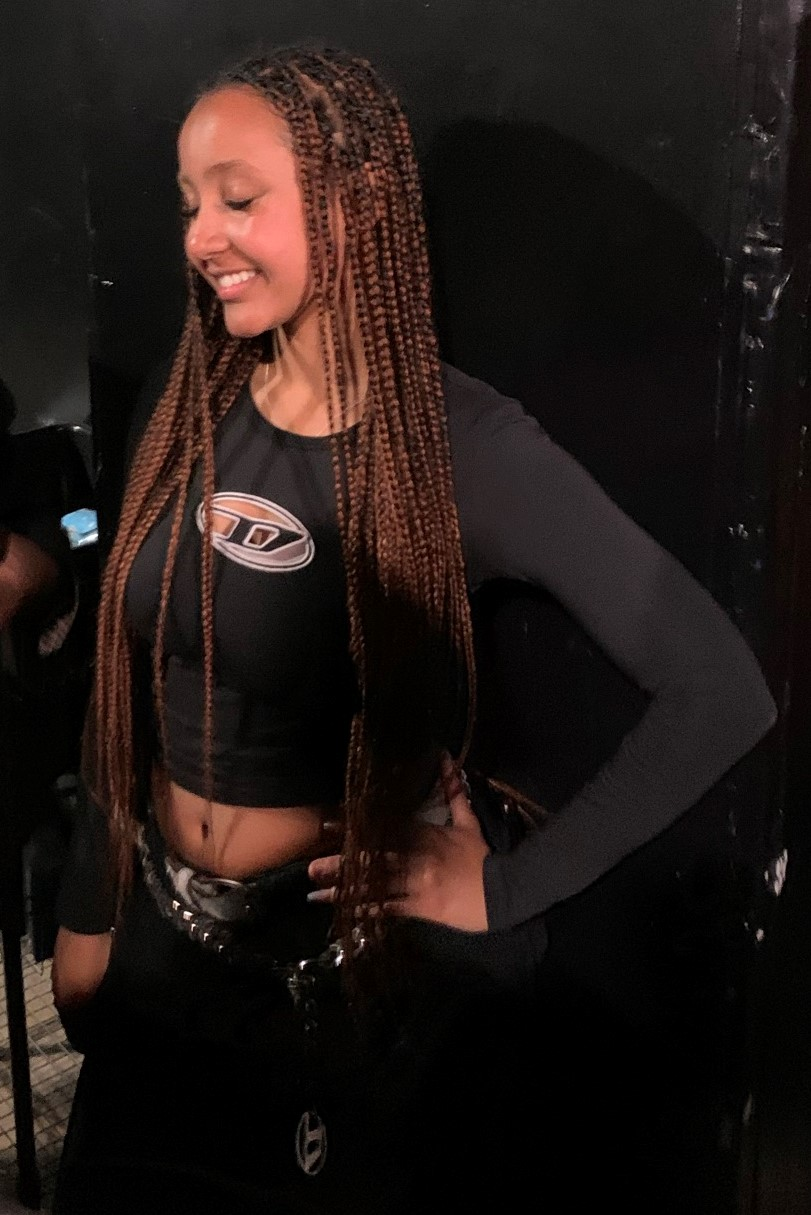
PinkPantheres vào năm 2022

PinkPantheress đã bắt đầu viết nhạc tại trường trung học để trợ giúp một người bạn trước khi tự mình viết nhạc. Ở tuổi 17, cô bắt đầu sử dụng GarageBand để tự sản xuất nhạc cụ cho người bạn của mình, sau này chính là người ca sĩ đồng nghiệp Mazz, và sau đó cô tiếp tục sử dụng GarageBand để thu âm nhiều bài hát đầu tiên của mình khi đang nằm trong hành lang của trường đại học vào đêm khuya. Cô bắt đầu tải các bài hát gốc của mình lên SoundCloud, nơi mà những bài hát đó ít khi gây được chú ý. Nhưng sau khi một video đã được đăng lên tài khoản TikTok cá nhân của cô vào tháng 12 năm 2020 đã nhận được hơn 500.000 lượt thích, cô đã đăng một đoạn trong bài hát "Just a Waste" của mình với tên gọi PinkPantheress cùng tháng đó với hy vọng sẽ tiếp cận được với nhiều khán giả hơn; đoạn trích đã nhanh chóng lan truyền trên nền tảng này.
Ca khúc "Pain" của PinkPantheress đã bắt đầu lan truyền trên TikTok vào khoảng tháng 1 năm 2021 và đạt vị trí thứ 35 trên Bảng xếp hạng UK Singles Chart vào tháng 8 năm 2021. Đĩa đơn mang bước tính đột phá "Break It Off" của cô cũng lan truyền trên TikTok vào khoảng đầu năm 2021. Cô phát hành ca khúc "Passion" vào tháng 2 năm 2021 và bắt đầu ký hợp đồng với Parlophone vào tháng 4 năm 2021. Cô cũng được kết hợp với GoldLink trong bài hát "Evian" từ album phòng thu của anh Haram! và cô cũng đã ký hợp đồng với Elektra Records vào tháng 6 năm 2021. Cùng tháng, một hình ảnh cho bài hát "Break It Off" của cô đã được phát hành. Sau khi một đoạn trong bài hát "Just for Me" của cô đã thu hút được sự chú ý trên TikTok, cô đã phát hành ca khúc vào tháng 8 năm 2021, cùng với một video âm nhạc do cô đồng đạo diễn được phát hành vào tháng sau. Đây chính là lần thứ hai ca khúc lọt vào trong top 40 và cũng là cao nhất của cô trên Bảng xếp hạng UK Singles Chart. Vào khoảng đầu tháng 10 năm 2021, cô đã công bố ngày phát hành và tiêu đề cho mixtape đầu tay của mình, To Hell with It và phát hành bài hát "I Must Apologise". To Hell With It được phát hành vào ngày 15 tháng 10 năm 2021 thông qua Parlophone và Elektra Records, ra mắt ở vị trí thứ 20 trên Bảng xếp hạng UK Albums Chart.
PinkPantheress đã biểu diễn trực tiếp lần đầu tiên vào tháng 10 và tháng 11 năm 2021 tại Luân Đôn. Vào tháng 1 năm 2022, cô đã được công bố là người chiến thắng trong cuộc bình chọn Sound of 2022 của đài BBC. Cùng tháng đó, cô đã phát hành một album phối lại cho To Hell with It. Cô được đề cử cho giải Brit cho Bài hát của năm tại Lễ trao giải Brit lần thứ 42 cho ca khúc "Obsessed With You" của Central Cee, lấy mẫu bài hát từ ca khúc "Just for Me" của cô và đã mở một buổi trình diễn ảo trên Roblox cho Giải Brit. Cô cũng đã xuất hiện trong bài hát "Bbycakes" cùng với Mura Masa, Lil Uzi Vert và Shygirl vào tháng 2 năm 2022 và cùng phát hành bài hát "Where You Are" kết hợp cùng với Willow vào tháng 4 năm 2022.
Vào tháng 4 năm 2022, PinkPantheress đã thực hiện một chuyến lưu diễn tại châu Âu để ủng hộ To Hell with It. Cô đã kết hợp với Beabadoobee trong ca khúc "Tinkerbell is Overrated", một bài hát trong album thứ hai của cô, Beatopia, được phát hành vào tháng 7 năm 2022. Cô cũng đã được biểu diễn trong phần mở màn của Love and Power Tour từ Halsey trong suốt mùa xuân năm 2022 trên chặng Châu Mỹ. Cô cũng đã phát hành "Picture in my Mind" với hợp tác từ Sam Gellaitry vào tháng 8 năm 2022. Mọi thông tin chi tiết về album đầu tay của cô đã được tiết lộ trong một buổi phỏng vấn với Pitchfork, cũng như kế hoạch phát hành một đĩa đơn khác trong năm nay, đó là đĩa đơn "Do You Miss Me", được phát hành vào tháng 11 năm 2022. Vào ngày 30 tháng 11, cô đã phát hành một bản hit nổi tiếng "Boy's a Liar", cùng với "Do You Miss Me?" như một mặt B. Vào tháng 2 năm 2023, cô cũng đã phát hành "Boy's a Liar Pt. 2" được kết hợp thêm cùng với Ice Spice.

## Phong cách nghệ thuật

### Ảnh hưởng
Nghệ danh PinkPantheress được lấy từ tài khoản TikTok cùng tên của cô, cái tên được lấy cảm hứng từ một câu hỏi trong trò chơi truyền hình The Chase hỏi rằng "Con báo cái được gọi là gì?" và cũng bởi từ loạt phim The Pink Panther. PinkPantheress khẳng định rằng My Chemical Romance, Lily Allen, Just Jack, Michael Jackson, Kaytranada, Imogen Heap, Frank Ocean, chính là nguồn cảm hứng, đồng thời trích dẫn từ các bài hát K-pop, Blink-182, Good Charlotte, Green Day, Panic! at the Disco, Linkin Park và cả Frou Frou cũng là nguồn cảm hứng cho các lựa chọn giai điệu và nhịp điệu của cô. Cô đã gọi Hayley Williams chính là người "có ảnh hưởng lớn nhất" đối với cô với tư cách là một nghệ sĩ biểu diễn, nói rằng lần đầu tiên cô muốn trở thành một nhạc sĩ chuyên nghiệp là khi cô khoảng 14 tuổi sau khi xem Williams biểu diễn như một phần của Paramore trong Lễ hội Reading and Leeds. Cô cũng đã nói rằng cô được truyền cảm hứng bởi một cuộc phỏng vấn với Doja Cat để theo đuổi sự nghiệp âm nhạc và cũng bởi Lil Nas X cũng được truyền cảm hứng để cô đăng những bài hát của cô lên TikTok.

### Phong cách âm nhạc
Thể loại âm nhạc của PinkPantheress chủ yếu là nhạc pop, bedroom pop, dance, alt-pop, trống và trầm, 2-step garage, jungle và hyperpop, và thường hay sử dụng các mẫu từ những bài hát khác, chẳng hạn như những loại nhạc nhảy từ những thập niên 1990 và thập niên 2000 bao gồm có cả các thể loại nhạc như jungle, funk, ga-ra Anh và nhạc pop.  PinkPantheress còn sử dụng cả cách viết top-liner để sáng tác cho các bài hát của cô, thường là bài hát do cô tự sản xuất và chủ yếu luôn có thời lượng ngắn. Cô đã mô tả dòng âm nhạc của chính mình là alt-pop và là "một dạng D'n'B có thể nghe ở nhà", cô cũng tuyên bố rằng cô hay viết lời bài hát theo phong cách "buồn hơn", "đen tối hơn" để có thể "thu hút mọi người và giới trẻ", và cô cũng thường để đối chiếu chúng với "những nhạc cụ hạnh phúc" của cô. PinkPantheress cũng đã nói rằng những lời bài hát của cô thường không dựa trên kinh nghiệm cá nhân, và nói rằng, "Đã có rất nhiều lời bài hát đã đến chỉ vì tôi thực sự thích kể chuyện."
Vanessa Handy từ NPR đã gọi các vòng lặp breakbeat là những "chữ ký của tác phẩm từ [PinkPantheress]", trong khi Kieran Press-Reynolds từ Insider cũng đã viết rằng các ca khúc của cô thường xuyên có "những đoạn breakbeat nhịp độ nhanh" và "những điệp khúc gần giống như ASMR". Keegan Brady từ Rolling Stone đã mô tả âm nhạc của PinkPantheress chính là "alt-girl rap" và cũng viết rằng cô đã sử dụng "cách hát rap thú nhận, gần như là phản bội" và cả "công nghệ sản xuất đã lỗi thời" trong những bài hát của mình để "đề cập đến những âm thanh hoài niệm sâu sắc gợi lên hình ảnh đỉnh cao của nền văn hóa Vương quốc Anh vào những năm 1990". Georgia Evans từ DIY đã gọi cô chính là "thẩm mỹ DIY bắt đầu từ thử nghiệm GarageBand" và khẳng định rằng, điều đó chính là một dấu ấn cho nền âm nhạc của cô.
Michael Cragg từ The Guardian đã mô tả giọng hát của PinkPantheress là một sự "ngọt ngào đáng lo ngại", trong khi Jon Caramanica từ The New York Times đã viết rằng cô hát theo phong cách "nghe như đang tán tỉnh và nhức nhối cùng một lúc." Cat Zhang từ Pitchfork đã gọi giọng hát của PinkPantheress như một "thiên thần", "nữ tính" và "nhẹ nhàng" và còn viết rằng cô là "một trong những nghệ sĩ TikTok hiếm hoi có được danh tiếng trên mạng dường như tỷ lệ thuận với tiềm năng của họ". Felicity Martin từ Dazed đã gọi lời bài hát của cô có đậm chất "buồn" và "đầy tiếc nuối". Viết cho Nylon, Steffanee Wang đã gọi âm nhạc của cô là một "sự kết hợp của những âm thanh, đồng thời vừa lỗi thời vừa hiện đại", nói thêm rằng việc nghe các ca khúc của cô "có cảm giác như đang truy cập mạng internet trước khi mạng xã hội là một thứ gì đó". Kieran Press-Reynolds từ Insider đã viết rằng PinkPantheress đã mang đến cho các thể loại nhạc điện tử uptempo như trống và bass sang một "âm thanh phòng ngủ nội tâm, lãng mạn" và cùng với giọng hát "thầm lặng" của cô.

## Danh sách đĩa nhạc

### Mixtape
| Tiêu đề         | Phát hành | Vị trí xếp hạng cao nhất | Vị trí xếp hạng cao nhất | Vị trí xếp hạng cao nhất | Vị trí xếp hạng cao nhất | Vị trí xếp hạng cao nhất | Vị trí xếp hạng cao nhất | Vị trí xếp hạng cao nhất |
| Tiêu đề         | Phát hành | L.H. Anh                 | Úc                       | Bỉ                       | Ireland                  | New Zealand              | Bồ Đào Nha               | Mỹ                       |
| --------------- | --- | ------------------------ | ------------------------ | ------------------------ | ------------------------ | ------------------------ | ------------------------ | ------------------------ |
| To Hell with It | - Phát hành: 15 tháng 10 năm 2021 - Hãng đĩa: Parlophone (L.H. Anh), Elektra (Mỹ) - Định dạng: LP, CD, tải kỹ thuật số, phát trực tuyến | 20                       | 78                       | 188                      | 36                       | 27                       | 6                        | 73                       |

### Album phối lại
| Tiêu đề                   | Phát hành |
| ------------------------- | --- |
| To Hell with It (Remixes) | - Phát hành: 28 tháng 1 năm 2022 - Hãng đĩa: Parlophone (L.H. Anh), Elektra (Mỹ) - Định dạng: Cassette, USB, tải kỹ thuật số, phát trực tuyến |

### Đĩa mở rộng
| Tiêu đề      | Phát hành |
| ------------ | --- |
| Take Me Home | - Phát hành: 16 tháng 12 năm 2022 - Hãng đĩa: Parlophone (L.H. Anh), Elektra (Mỹ) - Định dạng: Tải kỹ thuật số, phát trực tuyến |

### Đĩa đơn
| Tựa đề                                                                              | Năm  | Vị trí xếp hạng cao nhất | Vị trí xếp hạng cao nhất | Vị trí xếp hạng cao nhất | Vị trí xếp hạng cao nhất | Vị trí xếp hạng cao nhất | Vị trí xếp hạng cao nhất | Vị trí xếp hạng cao nhất | Vị trí xếp hạng cao nhất | Vị trí xếp hạng cao nhất | Vị trí xếp hạng cao nhất | Chứng nhận                     | Album                         |
| Tựa đề                                                                              | Năm  | L.H. Anh                 | Úc                       | Canada                   | Ireland                  | New Zealand              | Thụy Điển                | Mỹ                       | Rock Mỹ                  | Dance Mỹ                 | Toàn cầu                 | Chứng nhận                     | Album                         |
| ----------------------------------------------------------------------------------- | ---- | ------------------------ | ------------------------ | ------------------------ | ------------------------ | ------------------------ | ------------------------ | ------------------------ | ------------------------ | ------------------------ | ------------------------ | ------------------------------ | ----------------------------- |
| "Break It Off"                                                                      | 2021 | 74                       | —                        | —                        | —                        | —                        | —                        | —                        | 30                       | —                        | —                        | - L.H. Anh: Bạc - Canada: Vàng | To Hell with It               |
| "Pain"                                                                              | 2021 | 35                       | —                        | —                        | 54                       | —                        | —                        | —                        | —                        | —                        | —                        | - L.H. Anh: Bạc                | To Hell with It               |
| "Passion"                                                                           | 2021 | 73                       | —                        | —                        | —                        | —                        | —                        | —                        | 30                       | —                        | —                        |                                | To Hell with It               |
| "Just for Me"                                                                       | 2021 | 27                       | —                        | —                        | 49                       | —                        | —                        | —                        | —                        | —                        | —                        | - L.H. Anh: Bạc                | To Hell with It               |
| "I Must Apologise"                                                                  | 2021 | 85                       | —                        | —                        | —                        | —                        | —                        | —                        | —                        | —                        | —                        |                                | To Hell with It               |
| "Bbycakes" (cùng Mura Masa và Lil Uzi Vert kết hợp với Shygirl)                     | 2022 | 71                       | —                        | —                        | —                        | —                        | —                        | —                        | —                        | —                        | —                        |                                | Demon Time                    |
| "Where You Are" (kết hợp với Willow)                                                | 2022 | 58                       | —                        | —                        | 69                       | —                        | —                        | —                        | 22                       | —                        | —                        |                                | Đĩa đơn không nằm trong album |
| "Picture in My Mind" (cùng Sam Gellaitry)                                           | 2022 | —                        | —                        | —                        | —                        | —                        | —                        | —                        | —                        | —                        | —                        |                                | Đĩa đơn không nằm trong album |
| "Do You Miss Me?"                                                                   | 2022 | —                        | —                        | —                        | —                        | —                        | —                        | —                        | —                        | —                        | —                        |                                | Take Me Home                  |
| "Boy's a Liar" (solo phối lại hoặc "Pt. 2" cùng Ice Spice)                          | 2022 | 2                        | 2                        | 2                        | 2                        | 1                        | 15                       | 3                        | —                        | —                        | 3                        | - New Zealand: Vàng            | Take Me Home                  |
| "Take Me Home"                                                                      | 2022 | —                        | —                        | —                        | —                        | —                        | —                        | —                        | —                        | —                        | —                        |                                | Take Me Home                  |
| "Way Back" (cùng Skrillex và Trippie Redd)                                          | 2023 | —                        | —                        | —                        | —                        | —                        | —                        | —                        | —                        | 13                       | —                        |                                | Don't Get Too Close           |
| "—" biểu thị đĩa đơn không được phát hành hoặc không được xếp hạng tại quốc gia đó. |      |                          |                          |                          |                          |                          |                          |                          |                          |                          |                          |                                |                               |

### Đĩa quảng bá
| Tiêu đề            | Năm  | Album                         |
| ------------------ | ---- | ----------------------------- |
| "Just a Waste"     | 2021 | Đĩa đơn không nằm trong album |
| "Attracted to You" | 2021 | Đĩa đơn không nằm trong album |

### Những ca khúc xếp hạng khác
| Tiêu đề                                        | Năm  | Vị trí xếp hạng cao nhất | Vị trí xếp hạng cao nhất | Album                                |
| Tiêu đề                                        | Năm  | US Rock                  | US Afrobeats             | Album                                |
| ---------------------------------------------- | ---- | ------------------------ | ------------------------ | ------------------------------------ |
| "Reason"                                       | 2021 | 39                       | —                        | To Hell with It                      |
| "Anya Mmiri" (CKay kết hợp với PinkPantheress) | 2022 | —                        | 28                       | Chiến binh Báo Đen: Wakanda bất diệt |

### Nghệ sĩ khách mời
| Tiêu đề                   | Năm  | Nghệ sĩ                 | Album            | Vai trò             |
| ------------------------- | ---- | ----------------------- | ---------------- | ------------------- |
| "Evian"                   | 2021 | GoldLink, Rizloski, Rax | Haram!           | Chưa được công nhận |
| "Obsessed with You"       | 2021 | Central Cee             | 23               | Nhà sản xuất        |
| "Cake"                    | 2022 | Remi Wolf               | Juno (Deluxe)    | Chưa được công nhận |
| "Tinkerbell Is Overrated" | 2022 | Beabadoobee             | Beatopia         | Chưa được công nhận |
| "Killstreaks"             | 2022 | Baby Keem, Don Toliver  | The Melodic Blue | Chưa được công nhận |

### Video âm nhạc
| Tiêu đề              | Năm  | Album               | Đạo diễn                          |
| -------------------- | ---- | ------------------- | --------------------------------- |
| "Just for Me"        | 2021 | To Hell with It     | Lauzza và PinkPantheress          |
| "Where You Are"      | 2022 | TBA                 | Brthr                             |
| "Picture in My Mind" | 2022 | TBA                 | Aidan Zamiri                      |
| "Do You Miss Me?"    | 2022 | TBA                 | Lengurz                           |
| "Boy's a Liar Pt. 2" | 2023 | Đĩa đơn ngoài album | George Buford và Frederick Buford |

## Giải thưởng và đề cử
| Giải thưởng                     | Năm  | Hạng mục                                   | Đề cử cho           | Kết quả   | T.k           |
| ------------------------------- | ---- | ------------------------------------------ | ------------------- | --------- | ------------- |
| BBC Sound of...                 | 2022 | BBC Sound of 2022                          | PinkPantheress      | Đoạt giải | [ 51 ]        |
| Giải Brit                       | 2022 | Bài hát của năm                            | "Obsessed With You" | Đề cử     | [ 34 ] [ 35 ] |
| Giải MOBO                       | 2022 | Nữ diễn viên xuất sắc nhất                 | PinkPantheress      | Đoạt giải | [ 106 ]       |
| Giải Ivor Novello               | 2022 | Giải Ngôi sao đang lên                     | PinkPantheress      | Đề cử     | [ 107 ]       |
| Giải Ivor Novello               | 2022 | Bài hát đương đại hay nhất                 | "Just for Me"       | Đề cử     | [ 107 ]       |
| Giải thưởng Âm nhạc iHeartRadio | 2022 | TikTok Bop của năm                         | "Just for Me"       | Đề cử     | [ 108 ]       |
| Giải NME                        | 2022 | Ca khúc hay nhất thế giới                  | "Just for Me"       | Đề cử     | [ 109 ]       |
| Giải NME                        | 2022 | Nghệ sĩ Vương quốc Anh có Bài hát hay nhất | "Just for Me"       | Đề cử     | [ 109 ]       |
| Giải NME                        | 2022 | Mixtape hay nhất                           | To Hell with It     | Đề cử     | [ 109 ]       |